# Капела Кантоне
Капѐла Канто̀не (на италиански: Cappella Cantone, на местен диалект: Capela, Капела) е община в Северна Италия, провинция Кремона, регион Ломбардия. Административен център е село Санта Мария дей Сабиони (Santa Maria dei Sabbioni), което е разположено на 60 m надморска височина. Населението на общината е 572 души (към 2017 г.).